# Bärsjal

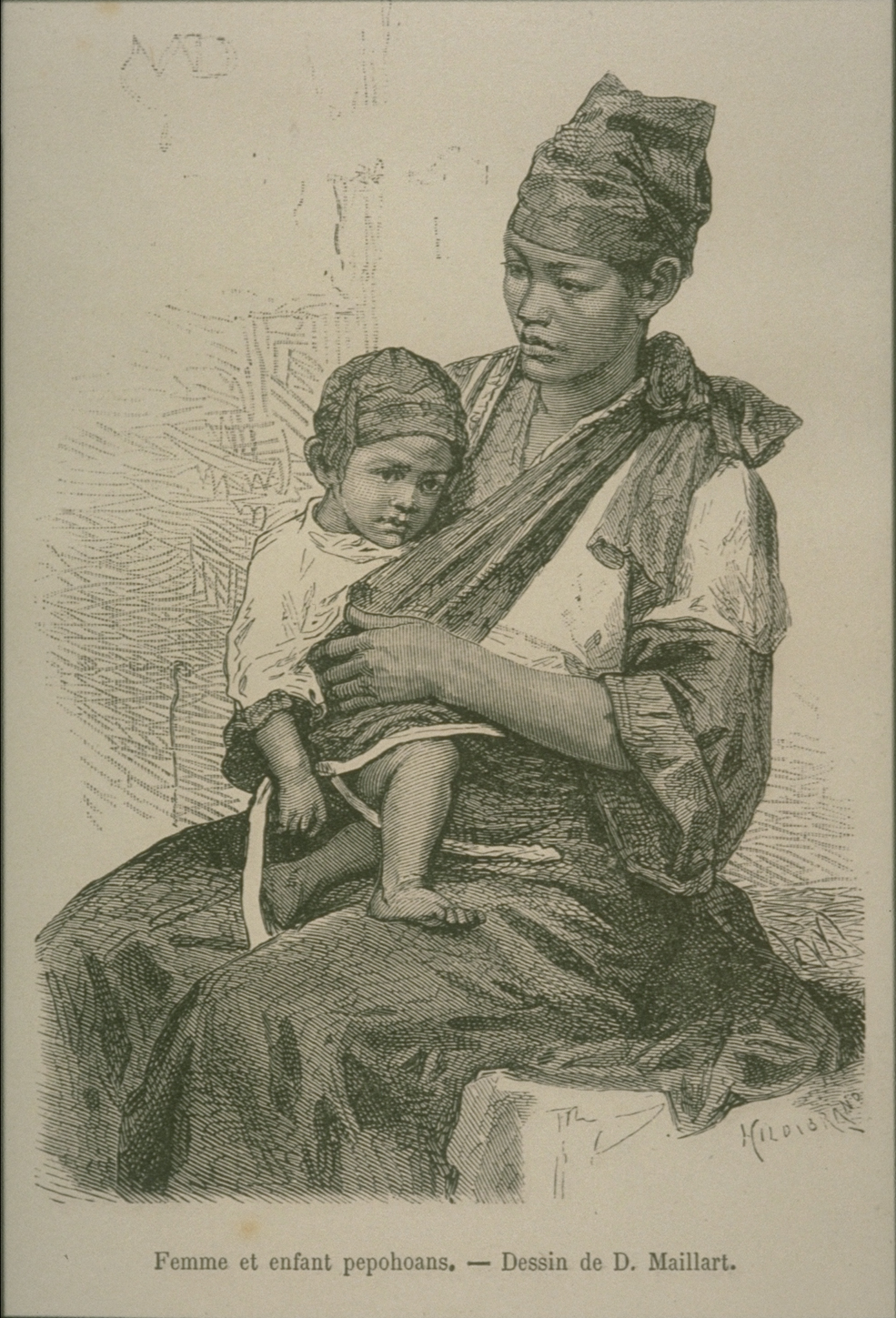
Mor med barn, Taiwan 1875

En bärsjal är textil med vilken man bär små barn. Ofta har man barnen i sjalen istället för på golvet eller i barnvagn. Sjalen låter barnet vara nära bäraren, samtidigt som den lämnar händerna fria. Klädesplagg och verktyg används för att underlätta bärandet av barn i många kulturer, i svenska Sápmi används till exempel gietkka som är en urholkad trästock med sufflett. Stocken kläs med renskinn, vävda band knyter fast skinnet och används som bärremmar.
Moderna bärsjalar består ofta av vävt tyg i ett eller flera material som knyts runt bärare och barn. Bland de olika typerna kan nämnas trikåsjal, bärsele, bärpåse, ringsjal, dubbel ringsjal eller långsjal.
Många sjalar går att använda från spädbarnsålder, men det är vanligt att börja med en sjal i trikå, som är töjbar och mjuk runt det lilla barnet. Vissa sjalar går att använda så länge man kan tänka sig att bära barnet. Barn går att bära på såväl mage som rygg eller på höften.
I berättelser om storkar som kommer med spädbarn brukar de bära barnen i bärsjalar.

## Galleri

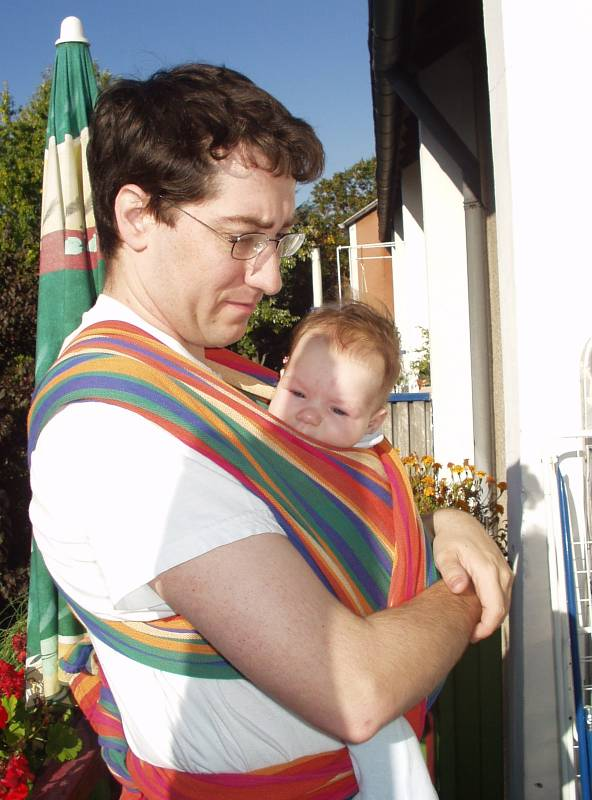
Pappa med barn i långsjal på magen.
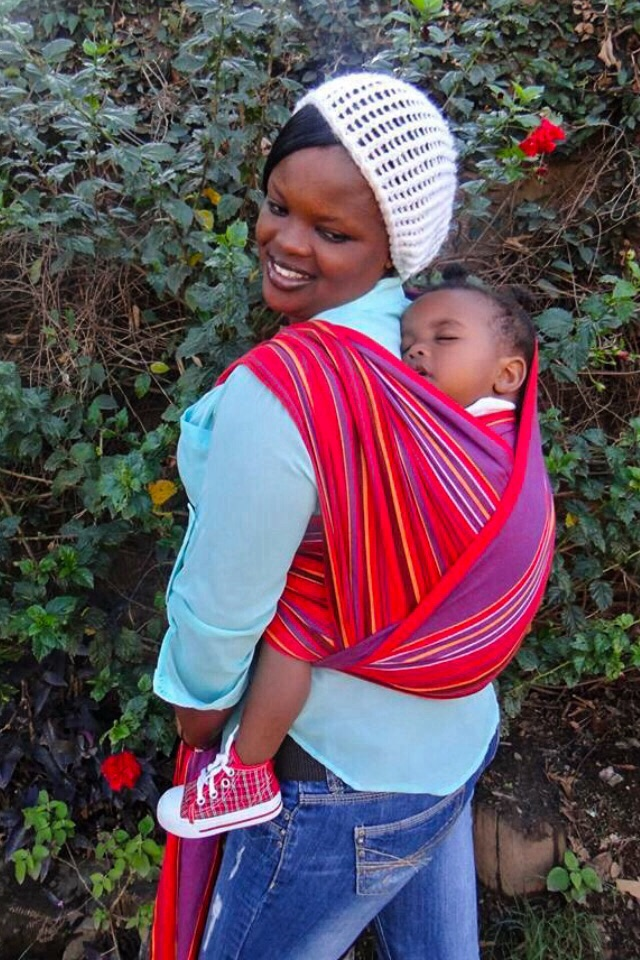
Kvinna som bär ett sovande barn i sjal på ryggen.